# Xã Troy, Michigan
Xã Troy (tiếng Anh: Troy Township) là một xã thuộc quận Newaygo, tiểu bang Michigan, Hoa Kỳ. Năm 2010, dân số của xã này là 283 người.